# Jermaine Brown (atleet)
 Jermaine Brown (4 juli 1991) is een Jamaicaans atleet, die zich heeft toegelegd op de sprint. Hij is medewereldrecordhouder op de 4 x 200 m estafette.

## Biografie
Browns eerste succes was in 2007, tijdens de Carifta Games voor onder 17 van dat jaar. Hij werd derde op de 100 m, en tweede op de 200 m.
In 2013 was hij finalist in de 200 m bij de Centraal-Amerikaanse en Caribische Spelen. Hierin werd hij achtste. Hij pakte het zilver bij de 4 x 100 m estafette.
Brown had opnieuw veel estafette succes in 2014. Hij was onderdeel van het Jamaicaanse team voor de 4 x 400 meter estafette tijdens de WK indoor 2014. Hij liep in de heats, en later liepen zijn landgenoten naar het brons in de finale in een nationaal record. 
In 2014 vond in Nassau op de Bahama's de eerste editie plaats van de IAAF World Relays, de officieuze wereldkampioenschappen estafettes, een jaarlijks terugkerend kampioenschap waarin een vijftal estafetteonderdelen op het programma staan. Brown maakte deel uit van het Jamaicaanse team voor de 4 x 200 m estafette. Op dit onderdeel werd de gouden medaille veroverd in 1.18,63, wat bovendien een verbetering was van het wereldrecord van 1.18,68 uit 1994, dat op naam stond van een Amerikaanse ploeg met daarin onder andere Carl Lewis.

## Titels
- World Athletics Relays kampioen 4 x 200 m - 2014

## Persoonlijke records
Outdoor
| Onderdeel | prestatie | Datum            | Plaats            |
| --------- | --------- | ---------------- | ----------------- |
| 100 m     | 10,26 s   | 26 mei 2012      | Orlando (Florida) |
| 200 m     | 20,28 s   | 16 augustus 2014 | Mexico-Stad       |

Indoor
| Onderdeel | prestatie | Datum            | Plaats      |
| --------- | --------- | ---------------- | ----------- |
| 50 m      | 5,84      | 31 januari 2014  | Saskatoon   |
| 60 m      | 6,62 s    | 24 januari 2014  | Albuquerque |
| 200 m     | 20,59 s   | 14 februari 2014 | Albuquerque |
| 300 m     | 32,91 s   | 31 januari 2015  | New York    |
| 400 m     | 46,24 s   | 8 februari 2014  | Albuquerque |

## Palmares

### 4 x 100 m
- 2013:  CAC-kamp. te Morelia - 38,86 s

### 4 x 200 m
- 2014:  World Athletics Relays te Nassau - 1.18,63
- 2015:  World Athletics Relays te Nassau - 1.20,97[1]

### 4 x 400 m
- 2014:  WK indoor - 3.03,69 (NR)[2]